# 麥迪遜 (印第安納州)
麥迪遜（英語：Madison）是一個位於美國印地安納州傑佛遜縣的城市。根據2010年美國人口普查，該地人口為11967人，而該地的面積約為22.91平方千米。同時該地也是傑佛遜縣的縣治。

## 地理
麥迪遜的座標為38°45′00″N 85°24′00″W / 38.75000°N 85.40000°W，而該地的平均海拔高度為149米（即489英尺）。